# Anisodactylus mandschuricus
Anisodactylus mandschuricus es una especie de escarabajo de tierra del género Anisodactylus, categorizada en la tribu Harpalini, de la subfamilia Harpalinae.

## Distribución
Se distribuye por China.

## Taxonomía
Fue descrita por Jedlicka en 1942.
Tratamiento taxonómico
La especie aparece registrada y publicada en Zur Kenntnis der Insecten von Mandschukuo (11. Beitrag). Carabiden aus Mandschukuo (Coleoptera: Carabidae). -. Arbeiten für Morphologische und Taxonomische Entomologie aus Berlin-Dahlem, 9 (1): 10-12. (Berlin-Dahlem). (1942).